# Gustavo Matamoros Camacho
Gustavo Matamoros Camacho (Bogotá; 2 de febrero de 1955) es un militar y jinete colombiano, quien se desempeñó como Jefe del Estado Mayor de ese país.

## Biografía

### Primeros años
Nació en Bogotá, en el seno de una familia de militares. Comenzó su educación militar en la Escuela Militar de Cadetes General José María Córdova, de donde fue trasladado a la Escuela de Caballería del Ejército en 1975, ya ostentando el rango de Subteniente.
Así mismo, es especialista en América Latina de la Universidad Militar Nueva Granada y posee una Maestría en Defensa y Seguridad Nacional de la Escuela Superior de Guerra.

### Carrera deportiva
Concursó en los Juegos Bolivarianos de 1977 en La Paz, Bolivia, donde ganó medalla de bronce en la prueba de salto ecuestre por equipos, quedando además cuarto en la prueba individual. Allí participó también en una competición especial, la Copa Presidente de la República, realizada en honor al Presidente, Gral. Hugo Banzer Suárez, quedando campeón en la prueba de salto ecuestre individual.
En 1980 viajó a continuar sus estudios militares en Estados Unidos y en 1984 regresó a Colombia, consagrándose subcampeón en los Juegos Nacionales de 1985, realizados en Villavicencio, en la prueba de salto ecuestre por equipos. Después, fue ascendido al rango de Capitán y se retiró del deporte.

### Carrera militar
En 1995 fue nombrado como Comandante del Escuadrón de Caballería General Hermógenes Maza No. 5, puesto del cual pasó a ser Vicejefe de la Casa Militar de la Presidencia de la República, encargada de la protección del presidente Andrés Pastrana Arango, en 1998. Luego, fue Jefe de la Casa Militar entre 1998 y 2000 y comandante de la 18 Brigada de la Octava División del Ejército Nacional entre 2003 y 2005.
En septiembre de 2006 fue designado Comandante de la Quinta División del Ejército Nacional, cargo que ocupó hasta noviembre de 2007, antes de pasar a ser Jefe de Operaciones del Ejército Nacional brevemente en 2008.
En julio de 2010 fue nombrado por el gobierno de Juan Manuel Santos como Jefe del Estado Mayor Conjunto de Colombia, siendo posesionado por el gobierno de Álvaro Uribe. Su estadía en el cargo fue efímera, pues en abril de 2011 el mismo presidente Santos lo retiró del servicio militar por su oposición a la Comandancia del Almirante Edgar Cely, reclamando tal posición para un oficial del Ejército Nacional, así como por diferencias profundas en varios temas.
También fue director de Industria Militar (Indumil) y agregado militar en las Embajadas colombianas en China y Estados Unidos.

### Familia
Es hijo del general Gustavo Matamoros D'Costa, ministro de Defensa de Colombia, y de Beatriz Camacho Leyva.
Por parte de su madre es sobrino tataranieto de los presidentes en los tiempos de la Guerra de Independencia José Joaquín Camacho y Domingo Caycedo, así como sobrino de los generales Luis Carlos, Bernardo y Alberto Camacho Leyva. Entre tanto, parte de su padre es nieto del General Gustavo Matamoros León, Gobernador de Norte de Santander en los tiempos de La Violencia.
Tuvo cinco hermanos, Rodrigo, Carolina, Iván, María del Pilar y Adriana Matamoros Camacho, estas dos últimas campeonas nacional de hípica. Primo suyo es el dirigente deportivo Enrique Camacho Matamoros.